# أليكسي سوكولوف
أليكسي سوكولوف (الروسية: Соколов, Алексей Владимирович) هو عداء مراثوني روسي، ولد في 14 نوفمبر 1979 في سانت بطرسبرغ في روسيا.

## وصلات خارجية
- أليكسي سوكولوف على موقع الاتحاد الدولي لألعاب القوى (الإنجليزية)
- أليكسي سوكولوف على موقع اللجنة الأولمبية الدولية (الإنجليزية)
- أليكسي سوكولوف على موقع أوليمبيديا (الإنجليزية)